# Avril Lavigne
Avril Ramona Lavigne CM (Belleville, 27 de setembro de 1984) é uma cantora e compositora canadense, frequentemente referida por críticos e publicações musicais como a "Rainha do Pop-Punk" devido à sua conquista e impacto na indústria fonográfica. Ela é considerada um dos principais nomes que contribuíram para o desenvolvimento da música pop influenciada pelo punk, abrindo espaço para a ascensão de mulheres nesse cenário.
Lavigne cresceu na cidade interiorana de Napanee, onde se apresentava em corais de igreja e concursos de talentos. Ela foi passando por experiências musicais, incluindo uma apresentação com Shania Twain, até assinar com a Arista Records, que lançou o seu álbum de estreia, Let Go, em 2002. Apoiado pelos singles de sucesso "Complicated", "Sk8er Boi" e "I'm with You", Let Go atingiu grande êxito comercial e comercializou 16 milhões de cópias em todo o globo. Em seguida, ela liberou Under My Skin (2004) que tornou-se o seu primeiro disco a chegar ao topo da parada Billboard 200, nos Estados Unidos, vendendo 10 milhões de cópias mundialmente. The Best Damn Thing (2007), seu terceiro lançamento, também liderou a Billboard 200 e gerou "Girlfriend", que foi sua primeira canção a chegar ao topo da tabela estadunidense Billboard Hot 100. Os seus álbuns de estúdio seguintes, respectivamente Goodbye Lullaby (2011), Avril Lavigne (2013), Head Above Water (2019) e Love Sux (2022), obtiveram um desempenho positivo mas menos notável, com o último marcando um retorno à sonoridade pop punk da artista.
Com vendas mundiais de mais de 40 milhões de álbuns e 30 milhões de singles, Lavigne é a quarta artista feminina canadense mais bem-sucedida nesse quesito. Além disso, já recebeu oito indicações ao Grammy e venceu dez prêmios Juno, bem como foi a primeira a atingir 100 milhões de visualizações no YouTube, com o videoclipe de "Girlfriend". Ademais, é notada por deter de grande dimensão e popularidade no continente asiático, especialmente no Japão, onde seus primeiros três álbuns de estúdio venderam cada um mais de um milhão de cópias.
Além da música, Lavigne também já se envolveu nas áreas da moda, perfumaria e cinema. Seus trabalhos mais notáveis na cinematografia foram a dublagem da personagem Heather na animação Over the Hedge e sua estreia como atriz em Fast Food Nation — ambos em 2006. A artista tem sua própria linha de roupas, Abbey Dawn, e uma instituição de caridade, The Avril Lavigne Foundation. Lavigne foi casada duas vezes: a primeira com Deryck Whibley e a segunda com Chad Kroeger.

## Vida e carreira

### Início da vida e primeiros passos
Avril Ramona Lavigne nasceu em 27 de setembro de 1984 em Belleville, cidade canadense localizada na província de Ontário. Oriunda de uma família de classe média rigidamente cristã e ligada à Igreja Batista, ela é a filha do meio de Jean-Claude Lavigne, nascido no departamento francês de Mosela, com a anglo-canadense Judith-Rosanne "Judy" Loshaw. O seu primeiro nome foi escolhido em referência ao mês de abril em francês. Ela tem dois irmãos: Matthew, o mais velho, e Michelle, a mais nova. Enquanto criança, o seu pai trabalhava em uma companhia telefônica e a sua mãe era dona de casa. O seu talento foi descoberto pela mãe quando a ouviu a cantar o hino cristão "Jesus Loves Me" aos 2 anos de idade enquanto voltavam da igreja. Surpresa com o desempenho da filha, Judy passou a incentivá-la a cantar e a chamá-la de "passarinho". Os seus irmãos, no entanto, zombavam de suas capacidades vocais e diziam-lhe que suas narinas inflamariam caso continuasse cantando. Lavigne revelou: "Meu irmão costumava bater na parede, porque eu cantava para dormir e ele achava muito chato."
Ainda na infância, mudou-se com a família para Napanee, cidade interiorana que possuía cerca de cinco mil habitantes. Lá recebeu o apoio de seus pais com respeito à música. Músico amador que tocava baixo em uma banda na igreja em Kingston, Jean-Claude nutriu as ambições musicais da filha, tornando o porão da família um estúdio. Além disso, ele lhe comprou um microfone, um kit de bateria, um teclado e violões. Nesse período, ela participava em corais na igreja da cidade e depois passou a cantar músicas de artistas country como Faith Hill e Dixie Chicks em feiras, exposições de gado e concursos de talentos locais. Sobre a sua vida escolar, Lavigne relatou: "No começo, todos me conheciam no ensino médio como a menina cantora. Todo mundo ficava tipo 'Óh, sim, essa é a menina que canta'. Eu cantei por toda a minha vida. Nos meus últimos anos escolares, comecei a andar de skate e saía com patinadores e punks, eles eram meu grupo." No início da adolescência, ela pegou emprestado o violão de seu pai e aprendeu a tocá-lo sozinha praticando "Fly Away", de Lenny Kravitz. Depois disso, começou a escrever as suas próprias canções.
Em 1998, Lavigne ganhou um concurso de canto promovido por uma rádio local que concedia ao vencedor o direito participar em uma apresentação no Corel Centre da cantora country Shania Twain. Na ocasião, as duas cantaram "What Made You Say That", canção de Twain, para um público de aproximadamente 20 mil pessoas. Cada vez mais desejosa pela música, quando completou 14 anos, Lavigne passou a ser levada pelos pais para sessões de karaokê. Por outro lado, o seu desempenho escolar era fraco, pois não se sentia motivada a estudar. Apesar disso, sempre que possível realizava apresentações em locais ao sul de Ontário. Certa vez foi flagrada pelo músico folk/gospel Stephen Medd, responsável por um festival local de música e artes. Medd convidou Lavigne para contribuir em uma compilação associada, na qual ela interpretou a canção "Touch the Sky", incluída no álbum Quinte Spirit, de 1999. Em seguida, ela gravou "Temple of Life" e "Two Rivers" para o álbum My Window to You, de 2000.

### 2000–2003:Let Go
Lavigne conseguiu seu primeiro empresário, Cliff Fabri, após lhe chamar a atenção tocando em uma livraria em Kingston em novembro de 1999. Fabri enviou para executivos da indústria fonográfica cópias de um VHS com cenas de Lavigne cantando no porão de casa e arranjou-lhe uma audição com o caçador de talentos Ken Krongrad. Responsável pelo A&R da Arista Records, Krongrad interessou-se após vê-la participar do festival North by Northwest. Ao mesmo tempo, uma cópia VHS chegou a Mark Jowett, da Nettwerk Records, e Jowett enviou a gravação em vídeo ao compositor e produtor Peter Zizzo, que pediu a Lavigne para ir à cidade de Nova Iorque. Para isso, ela abandonou a escola aos 16 anos e, com a aprovação de seus pais, instalou-se temporariamente com o irmão na cidade, onde ficaram em um apartamento em Manhattan. Krongrad, por sua vez, pediu a Antonio "L.A." Reid, diretor-geral da Arista, um contrato para Lavigne. Em uma noite em novembro de 2000, L.A. Reid assistiu a uma apresentação da jovem no estúdio de Zizzo, onde ela cantou três canções, incluindo "Why" (de sua coautoria) e "Breathe", de Faith Hill. Em sequência, ela assinou com a Arista um contrato de 1,25 milhões de dólares americanos para a gravação de dois álbuns. Em julho de 2001, demitiu Fabri e passou a ser gerenciada pela Nettwerk.

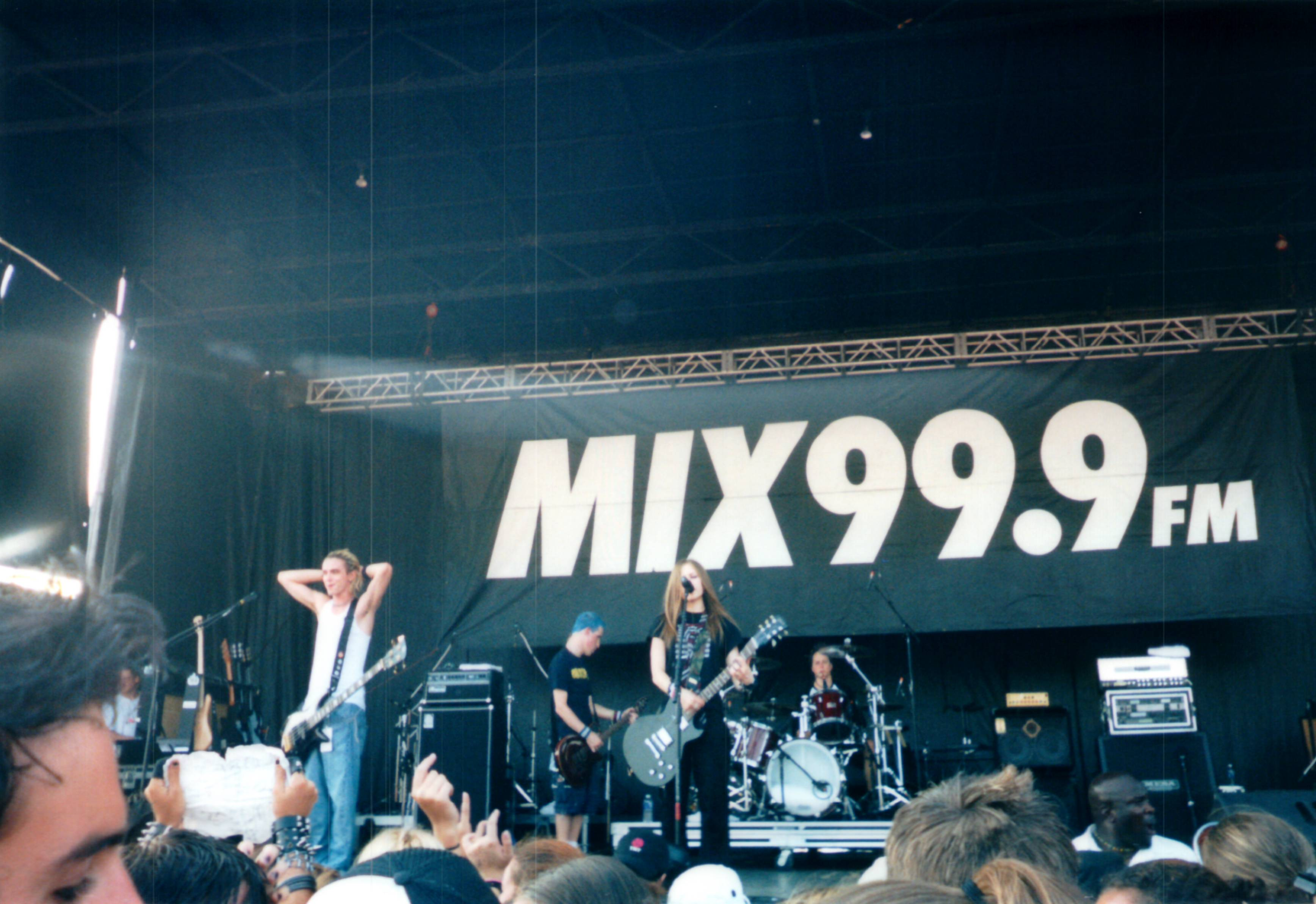
Lavigne com sua banda de apoio durante um concerto para divulgação do álbum Let Go em Toronto, Canadá, em 2002

O álbum de estreia de Lavigne, Let Go, considerado pela revista Entertainment Weekly a maior estreia pop em 2002, foi criado pela intérprete em parceira com nomes como Clif Magness e a equipe The Matrix, sendo lançado em 6 de junho de 2002. Com o bom desempenho de "Complicated", single de estreia de Lavigne, nas rádios dos Estados Unidos, Let Go estreou na oitava posição da Billboard 200 e terminou o ano como o mais vendido por uma artista feminina no país. Let Go vendeu um milhão de unidades no Canadá em menos de um ano, o que lhe rendeu certificação de diamante no país e foi o segundo mais vendido em todo o mundo em 2002 e o nono em 2003, com mais de 16 milhões de cópias vendidas até 2012. "Complicated" liderou as paradas musicais de 22 países e ficou na vice-liderança na Billboard Hot 100 dos Estados Unidos. Os singles posteriores "Sk8er Boi" e "I'm with You" entraram também nas dez melhores posições do mesmo gráfico. Houve uma forte estratégia de divulgação pelos Estados Unidos, que incluiu aparições da cantora em diversos periódicos e programas do país, bem como uma série de concertos promocionais pela Europa antes de iniciar a sua primeira turnê mundial, a Try To Shut Me Up Tour, em dezembro de 2002. Um dos concertos da turnê foi lançado no álbum ao vivo My World, quarto DVD mais vendido mundialmente em 2003.
Embora estivesse liderando em número de indicações ao Grammy de 2003 com nomeações em cinco categorias, incluindo Artista Revelação e Canção do Ano por "Complicated", Lavigne não ganhou nenhum prêmio. Na edição seguinte do Grammy, obteve três indicações, incluindo novamente Canção do Ano, dessa vez por "I'm with You", mas novamente não foi vitoriosa em nenhuma. Em contrapartida, venceu quatro das seis categorias em que concorria nos prêmios Juno, incluindo Álbum do Ano por Let Go e Artista Revelação. Em abril de 2003, Lavigne regravou "Fuel", do Metallica, para o especial MTV Icon — terceira parte da série anual da MTV —, que prestou homenagem à banda e teve exibição ainda em maio. Em setembro, ela apresentou a edição daquele ano do MTV Video Music Awards ao lado de Kelly Osbourne.

### 2004–2005:Under My Skin

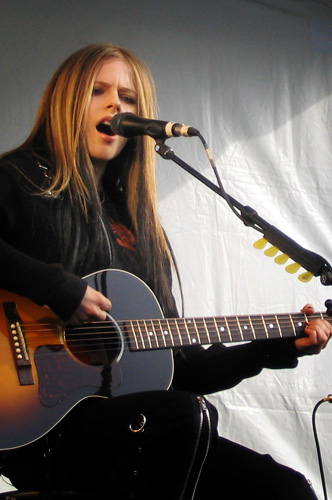
Lavigne durante uma das apresentações da Mall Tour em 2004

Em março de 2004, "Don't Tell Me" foi lançada como o primeiro single do segundo álbum de estúdio de Lavigne, Under My Skin. Paralelamente, a artista deu início a uma turnê promocional em centros comerciais pelo Canadá e Estados Unidos com o intuito de divulgar o disco, que começou a ser gravado com a colaboração de Chantal Kreviazuk e Raine Maida. Como integrante da banda Our Lady Peace, Maida inclusive havia aberto alguns concertos de Lavigne em 2003. Devido a um conflito entre o trio The Matrix e a cantora com respeito ao seu nível de contribuição em canções de Let Go, ela optou por não voltar a trabalhar com a equipe e se focou em compor também individualmente. Os bons resultados de sua estreia foram usados pela sua gravadora para pressioná-la para a conclusão do álbum. "Eles [os executivos da Arista] me fizeram colocar [o novo disco] para fora antes que eu estivesse pronta", revelou.
Under My Skin chegou às lojas em todo o mundo em 25 de maio. Todavia saiu às vendas primeiramente no Japão, em 12 de maio, por ser um mercado promissor para a cantora; teve mais de 250 mil cópias vendidas no país assim que entrou em distribuição. Na data de lançamento do disco, Lavigne se encontrava promovendo Under My Skin nos Estados Unidos e realizou uma apresentação controversa no programa americano Total Request Live, na qual mostrou o dedo do meio. Embora estivesse cotada para tocar outra canção, a MTV, responsável por transmitir a atração, cortou a programação, e um representante da emissora chamou o gesto da cantora de "totalmente inapropriado". Apesar disso, Under My Skin obteve bons números em sua semana estreia no país, dando-lhe seu primeiro número um na Billboard 200. O desempenho positivo se repetiu em outras partes do mundo, e o álbum ficou no quinto lugar em vendas físicas e digitais ao final de 2004, tendo mais de 10 milhões de cópias contabilizadas até 2012. Boa parte do sucesso comercial de Under My Skin se deveu a seu segundo single, "My Happy Ending", que conquistou posições melhores e vendeu cerca de três vezes mais que "Don't Tell Me". Além disso, este foi o único single do álbum a entrar às dez primeiras colocações da Billboard Hot 100.

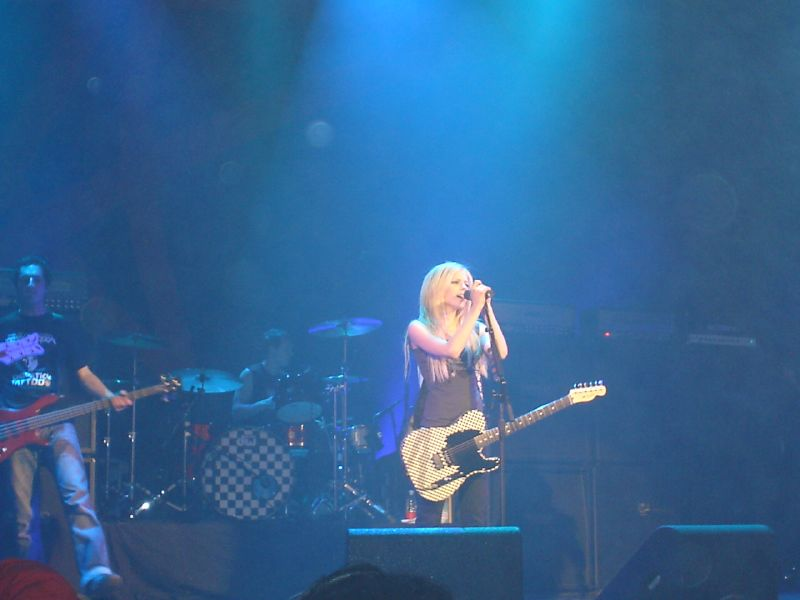
Lavigne durante a Bonez Tour em 2005

Em setembro de 2004, sua segunda turnê mundial, a Bonez Tour, foi iniciada. Em sequência, Lavigne gravou a canção-tema "SpongeBob SquarePants" para o filme de animação The SpongeBob SquarePants Movie. Em 2005, concluiu-se a Bonez Tour, cujo último concerto ocorreu em setembro no Brasil, onde Lavigne teve um público de mais de 35 mil pessoas — a maior plateia de sua carreira até então.
Por decisão própria, Lavigne também investiu na carreira cinematográfica; a experiência de gravar videoclipes a ajudou a se sentir confortável para a atuação. Em novembro de 2005, após uma audição para conseguir um papel, ela viajou para o Novo México a fim de filmar uma única cena do drama policial The Flock. A artista interpretou Beatrice Bell, a namorada de um suspeito criminal. A respeito de seu papel em The Flock, ela disse: "Fiz isso só para ver como era e para não saltar para a [cena mainstream] muito rápido". O filme não foi lançado nos mercados estrangeiros até o final de 2007 e, devido a isso, não é considerado sua estreia cinematográfica. Em dezembro, foi lançado exclusivamente em território japonês o DVD Live at Budokan, gravado em março daquele ano (fase asiática da Bonez Tour) na arena Nippon Budokan, em Tóquio.

### 2006–2008:The Best Damn Thing

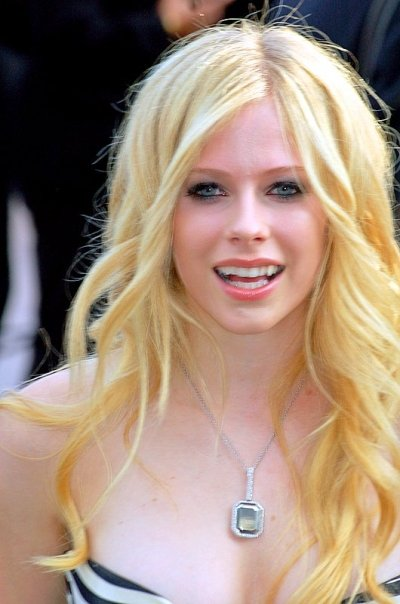
Lavigne na 59.ª edição do Festival de Cannes em 2006

Lavigne apresentou cantou na cerimônia de encerramento dos Jogos Olímpicos de Inverno de 2006, realizados na cidade italiana de Turim em fevereiro, representando o Canadá como parte da entrega a Vancouver, cidade anfitriã da edição seguinte. Visto por uma plateia de cerca de 32 mil pessoas, o espetáculo conseguiu uma audiência televisiva global superior a 500 milhões. Em maio, ela dublou a gambá-da-virgínia Heather no filme de animação Over the Hedge. Em novembro, ela retornou às atividades musicais com o single "Keep Holding On", tema do filme Eragon, e apareceu em Fast Food Nation, no qual interpretou Alice, uma estudante do ensino médio que luta pela liberdade de vacas presas em matadouros. Ambos os filmes, assim como a própria artista, estiveram presentes na 59.ª edição do Festival de Cannes, em maio daquele ano. Em sua listagem anual de "celebridades poderosas", a revista Canadian Business (sem considerar o sexo) classificou Lavigne como a sétima melhor atriz canadense em Hollywood.
Lavigne já se encontrava trabalhando em seu terceiro álbum de estúdio. Dr. Luke se encarregou da produção de boa parte do registro, que ainda contou com Butch Walker, Deryck Whibley e Rob Cavallo como principais colaboradores. O seu primeiro single, "Girlfriend", foi divulgado em fevereiro de 2007, e sequencialmente uma turnê promocional para difundir o álbum foi iniciada. Em 17 de abril, foi lançado The Best Damn Thing, que estreou em primeiro lugar na Billboard 200, com vendas superiores a 286 mil cópias. O bom desempenho do disco nos Estados Unidos se deu graças a "Girlfriend", que se encontrava no ápice da Billboard Hot 100, sendo este o único single de Lavigne número 1 no país. A canção ainda alcançou enorme êxito comercial em diversas outras regiões, como no Canadá, onde a artista liderou pela primeira vez a principal parada do país. De acordo com dados divulgados pela RCA Records, o álbum vendeu mais de 1,5 milhões de cópias internacionalmente em seu debute e estreou em primeiro lugar em onze regiões, incluindo Reino Unido, Japão, Canadá, Alemanha e Itália. Tendo mais de 6 milhões de unidades contabilizadas até 2012, The Best Damn Thing ficou em quarto lugar entre os mais vendidos de 2007, ao passo que "Girlfriend" foi a canção mais baixada naquele ano, com 7,3 milhões de downloads pagos. Os demais singles do álbum não repetiram o sucesso mundial do primeiro, mas "When You're Gone" e "Hot" alcançaram as dez primeiras posições em território canadense.

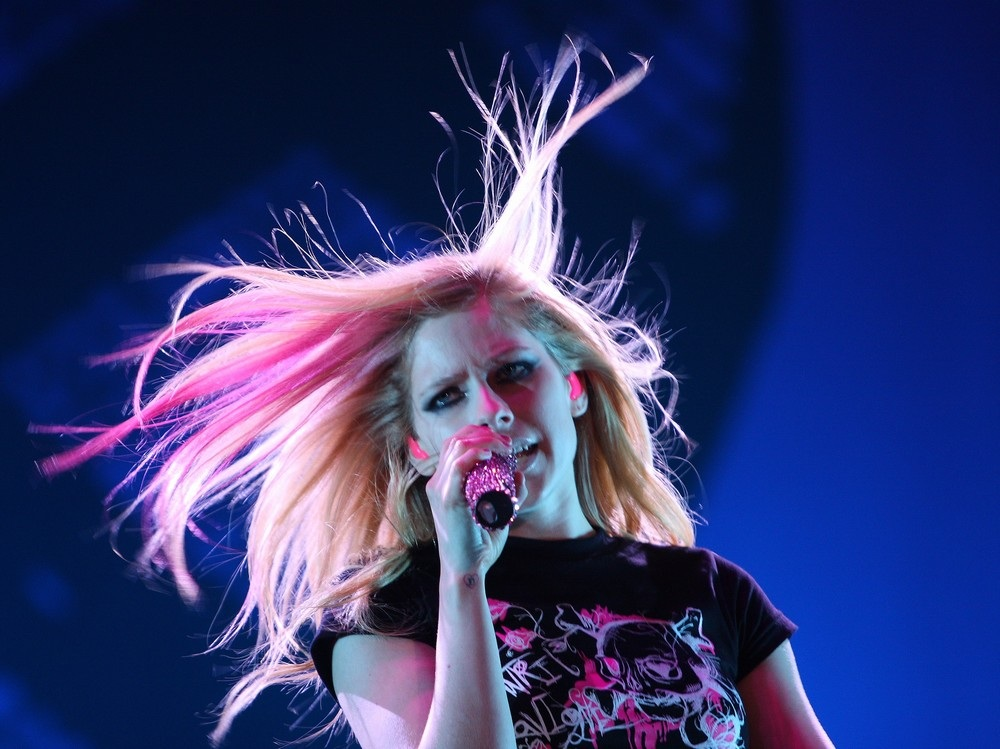
Lavigne em um concerto da The Best Damn Tour em 2008

Em maio de 2007, Lavigne assumiu um ponto de "reviravolta" em sua carreira ao supostamente aparecer de topless para a capa da revista Blender. Depois, no entanto, ela declarou que não estava de topless na capa: "Eu estava usando um top de tubo, e meio que colocam um banner em cima dele". No mesmo mês, a banda americana The Rubinoos acusou Lavigne e Dr. Luke de terem copiado trechos de uma canção deles chamada "I Wanna Be Your Boyfriend" e os adicionado em "Girlfriend"; o caso foi resolvido de forma confidencial em 2008.
Após promover o álbum com aparições em premiações e eventos, apresentações televisivas e concertos promocionais, Lavigne embarcou na The Best Damn Tour em março de 2008. Na turnê, a cantora se mostrou diferente de suas apresentações anteriores não somente em seu visual mas também pelas coreografias com o apoio de dançarinas. A parada em abril no Air Canada Centre, em Toronto, foi lançada em setembro como o álbum de vídeo The Best Damn Tour - Live in Toronto. O governo da Malásia tentou proibir um concerto em agosto em Kuala Lumpur após protestos de um partido conservador pan-islâmico que julgou os movimentos de Lavigne como "muito sensuais". Por fim, ela conseguiu aprovação para realizar o concerto. Ao final do ano, abandonou a gestão da Nettwerk, que a acompanhava desde o início da carreira.

### 2009–2012:Goodbye Lullaby
Em parceira com seu então esposo Deryck Whibley, Lavigne começou a gravar material em um estúdio caseiro um mês após o fim da The Best Damn Tour. O lançamento do projeto foi planejado para novembro de 2009, mas adiado diversas vezes por decisão da RCA, uma vez que a gravadora não o considerava comercialmente apto. Em agosto do mesmo ano, Lavigne foi jurada convidada por um dia em Los Angeles na 9.ª temporada doAmerican Idol. Após a exibição do episódio pela Fox no início do ano seguinte, a cantora foi massivamente criticada e acusada de apenas zombar dos concorrentes, no entanto se justificou culpando a edição feita pela direção da atração. Em janeiro de 2010, ela lançou a canção "Alice", que foi tocada nos créditos finais da adaptação de Tim Burton para Alice no País das Maravilhas e serviu como um single da trilha sonora do filme. Lavigne cantou na cerimônia de encerramento dos Jogos Olímpicos de Inverno de 2010, sucedidos no BC Place Stadium, Vancouver, em 28 de fevereiro, com uma plateia de mais 55 mil pessoas.

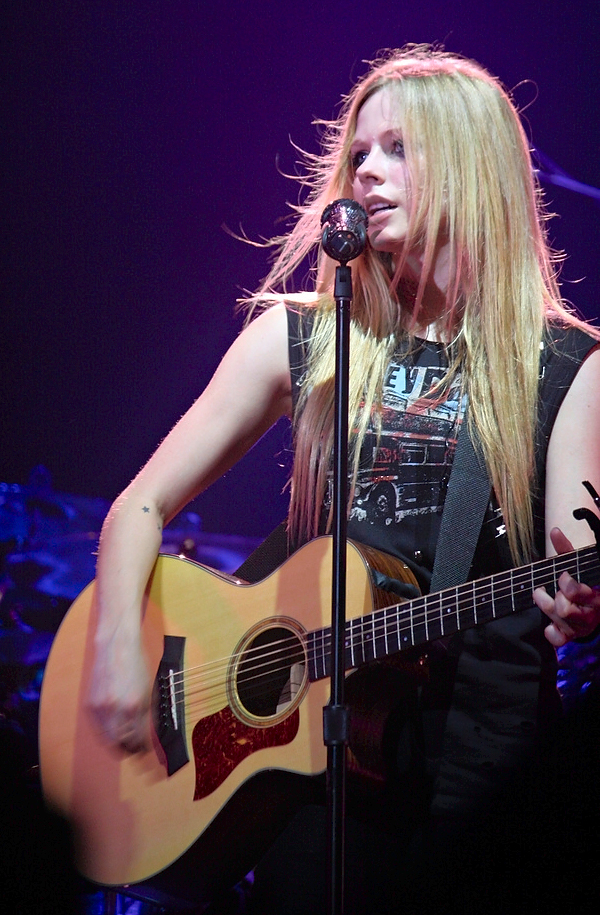
Lavigne durante a The Black Star tour em 2011

Lavigne se deslocou para a Suécia, onde trabalhou com Max Martin e Shellback, que coescreveram e produziram "What the Hell", lançada em janeiro de 2011 como o primeiro single de seu quarto álbum de estúdio. A canção alcançou a segunda colocação no Japão e a oitava na do Canadá, porém ficou de fora das dez primeiras em território britânico e americano. Em 2 de março, foi lançado o álbum Goodbye Lullaby, em que Lavigne atuou pela primeira vez Lavigne como produtora musical. Embora haja estreado em primeiro lugar na Austrália e no Japão, onde terminou o ano na segunda posição entre os ocidentais com vendas mais altas no país, Goodbye Lullaby debutou em quarto lugar na Billboard 200 dos Estados Unidos e segundo no Canadá, posições inferiores aos seus álbuns passados. Lavigne foi novamente afetada pela RCA, que lançou "Smile" como o segundo single de Goodbye Lullaby em vez de "Push", sugestão da cantora. Em agosto, foi lançado o videoclipe de "Cheers (Drink to That)", single de Rihanna que interpola trechos de "I'm with You"; Lavigne aparece em uma das cenas. Em outubro, ela foi creditada em "Best Years Of Our Lives", dueto com Evan Taubenfeld, ex-guitarrista de sua banda de apoio. Em novembro, anunciou sua saída da RCA Records e assinatura com a Epic Records, sob a presidência de L.A Reid, contudo ainda permaneceu sob o selo da Sony Music, da qual a Epic faz parte. O terceiro single de Goodbye Lullaby, "Wish You Were Here", foi posteriormente distribuído pela Epic. Ela disse ao jornal The Globe and Mail à época: "[Os executivos da RCA] realmente não tentaram me entender. Eram pessoas de negócios tentando me desencorajar".
Para encerrar a turnê em apoio ao álbum, a The Black Star Tour, e agradecer aos fãs pelo carinho, ela gravou um videoclipe para a canção "Goodbye", divulgado em março de 2012. Sobre o material, no qual a cantora aparece vestida de lingerie, o blogue HuffPost comentou que "parece uma tentativa desesperada de relançar Lavigne não apenas como adulta mas como uma gatinha sexy". As suas regravações de "How You Remind Me", do Nickelback, e "Bad Reputation", de Joan Jett, apareceram na trilha sonora do filme One Piece Film: Z (2012).

### 2013–2015:Avril Lavigne

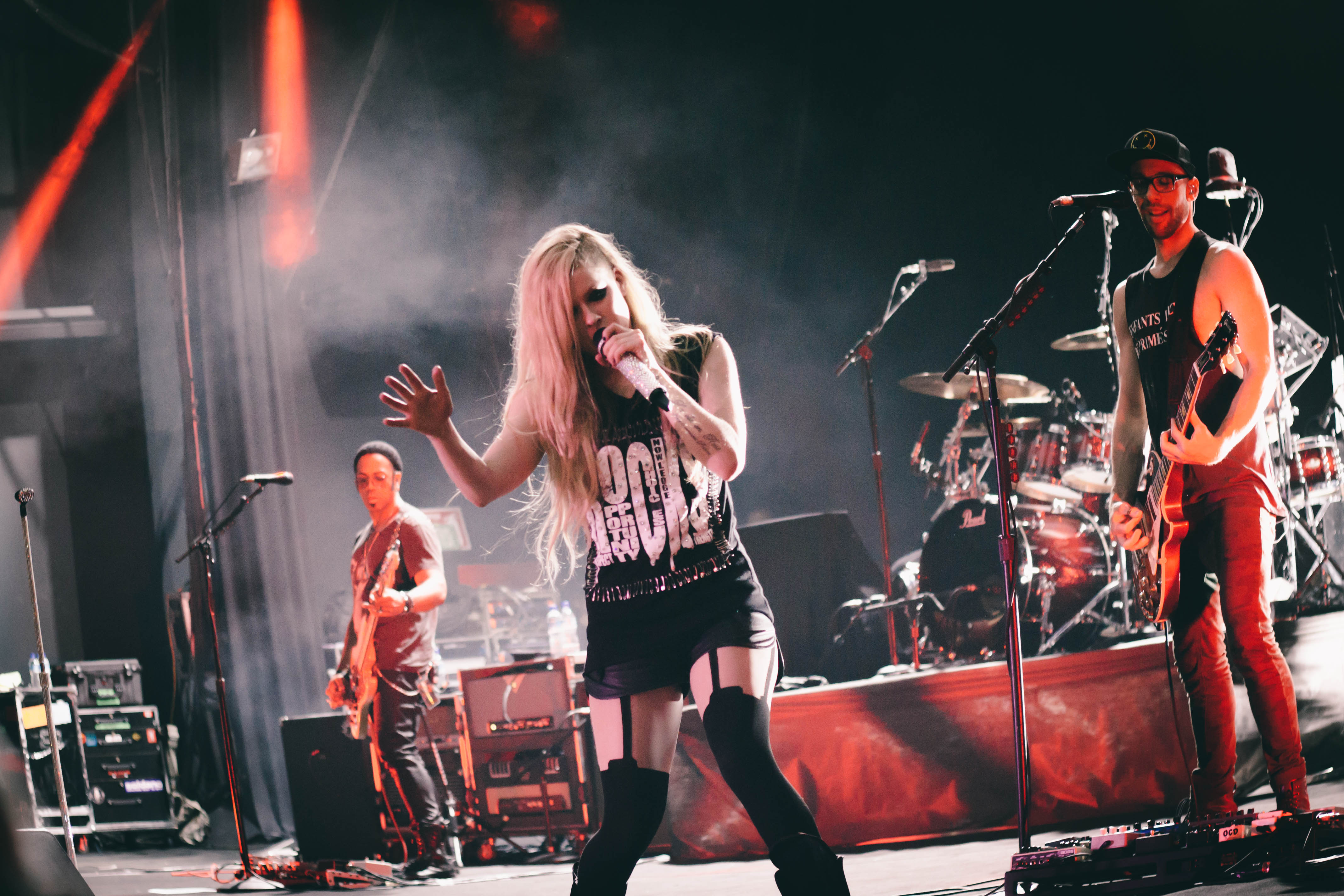
Lavigne em Brasília durante a The Avril Lavigne Tour em 2014

O quinto álbum de estúdio de Lavigne foi lançado em 5 de novembro de 2013. O disco, autointitulado Avril Lavigne, começou ser desenvolvido três meses após a publicação de Goodbye Lullaby, principalmente com a colaboração de Chad Kroeger, David Hodges e Martin Johnson, e tem a participação de Kroeger em "Let Me Go", dueto lançado como single. Divulgados meses antes, os singles "Here's to Never Growing Up" e "Rock N Roll" repercutiram positivamente apenas em países asiáticos, como o Japão. O álbum estreou no número 5 da Billboard 200, com mais de 44 mil cópias, seu pico de vendas mais baixo nos Estados Unidos até aquele momento. O mesmo desempenho mediano decorreu no Canadá e no Reino Unido, onde estreou fora dos dez primeiros postos, saindo do gráfico após mais duas semanas. No entanto, atingiu bons índices no continente asiático, a exemplo do Japão, onde foi certificado com disco de ouro (por mais de 100 mil cópias) ainda no mês de lançamento.
Como parte da divulgação do álbum, a cantora iniciou a turnê em apoio ao álbum em janeiro de 2014. A sua passagem, em abril, por cidades brasileiras repercutiu na imprensa, uma vez que supostamente seus fãs foram proibidos de tocá-la ou abraçá-la durante o meet & greet. Em maio, "Hello Kitty" foi lançada como single no Japão apenas. A faixa, inspirada no J-pop, foi amplamente criticada pela mídia, enquanto o videoclipe acompanhante foi criticado pela imprensa ocidental por sua representação estereotipada da cultura japonesa. Ao mesmo tempo, Lavigne abriu concertos dos Backstreet Boys com a In a World Like This Tour. Depois de ter finalizado a sua própria turnê em agosto, ela começou a sentir-se constantemente exausta. Em dezembro, foi revelado que se encontrava com problemas de saúde e, após isso, surgiram rumores de que estaria em reabilitação, o que foi negado em seu Twitter.
Em abril de 2015, após cinco meses acamada e distante da vida pública, Lavigne declarou, por meio de uma entrevista com a revista People, que contraíra Lyme. Inicialmente, os médicos que visitara sugeriram que estivesse com síndrome da fadiga crônica ou ansiedade. Com o diagnóstico correto — feito depois de passar mal em Las Vegas, onde comemorou seu aniversário em outubro de 2014 —, ela passou a tratar-se com antibióticos e a repousar. Em agosto, juntou-se a Taylor Swift no palco da parada da The 1989 World Tour em San Diego, onde cantaram "Complicated".

### 2016–presente:Head Above WatereLove Sux

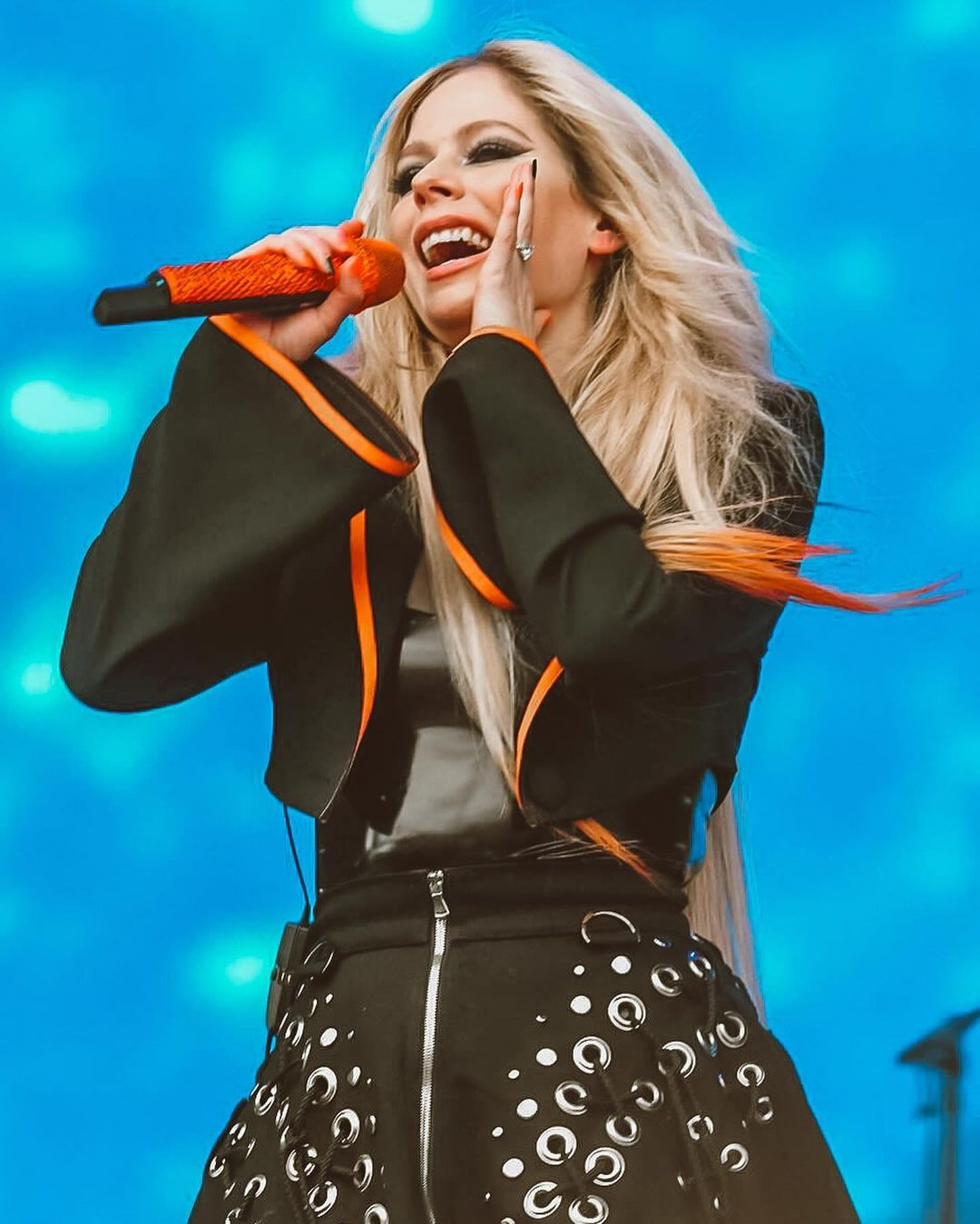
Lavigne em Boston durante a The Love Sux Tour em 2022

Em 2016, Lavigne não se dedicou à carreira tampouco realizou aparições públicas em eventos, com exceção de quando compareceu na festa que antecedeu a cerimônia do Grammy em fevereiro e durante os prêmios Juno em abril; em ambos, acompanhada de seu ex-marido, Chad Kroeger. Em janeiro de 2017, apareceu na canção "Listen", incluída no álbum Ambitions da banda de rock japonesa One Ok Rock. Em março, assinou com a gravadora BMG, com a necessidade de sucesso comercial em segundo plano. Em setembro, seus vocais em conjunto com os de Anthony Green foram creditados em "Wings Clipped", canção do duo americano de música eletrônica Grey do EP Chameleon. Em fevereiro de 2018, ela compareceu ao Women In Harmony, um jantar organizado por Bebe Rexha que reuniu artistas musicais femininas. Enquanto isso, a trilha sonora do filme de animação Charming, para o qual Lavigne dublou a personagem Branca de Neve, incluiu a canção "Trophy Boy", interpretada por ela juntamente com a cantora hongkonguesa G.E.M. e Ashley Tisdale.
Head Above Water, o seu sexto álbum de estúdio, foi lançado em 15 de fevereiro de 2019. A faixa-título do disco, single de retorno de Lavigne após mais de três anos afastada do cenário musical, conquistou resultados intermediários, mas surpreendeu a mídia pela boa aceitação em rádios cristãs americanas. "I Fell in Love with the Devil", último single do álbum, causou polêmica dentro da comunidade cristã pelo seu videoclipe e conteúdo lírico. Em abril de 2020, Lavigne regravou a faixa "Warrior", de Head Above Water, e a lançou como single, intitulado "We Are Warriors". Os rendimentos do single foram voltados para o Projeto HOPE na pandemia de COVID-19.
Em 8 de janeiro de 2021, "Flames", uma colaboração entre Mod Sun e Avril, foi lançada. No mesmo mês, Avril confirmou através de suas redes sociais que novas músicas seriam lançadas para o primeiro semestre de 2021, confirmando posteriormente que a gravação do seu novo álbum havia sido concluída. Depois de anunciar em 3 de novembro de 2021 que havia assinado com a gravadora DTA Records, a cantora voltou as batidas de rock com o single "Bite Me", acompanhada do baterista Travis Barker da banda Blink-182. Em 13 de janeiro de 2022, Avril anunciou seu sétimo álbum de estúdio, o aguardado Love Sux. O segundo single do álbum, "Love It When You Hate Me", foi lançado no dia seguinte e contou com a participação do cantor americano Blackbear. O álbum foi posteriormente lançado em 25 de fevereiro de 2022.

## Outros trabalhos

### Campanhas publicitárias
Em 2008, Avril assinou um contrato com a sede canadense da multinacional Canon, tornando-se a garota-propaganda da marca e aparecendo em várias estações de TV do Canadá. Um dos motivos de sua escolha era garantir a relevância dos produtos da empresa dentro de um mercado formado por jovens simpatizantes com a música, a arte e a fotografia. Os produtos promovidos pela artista faziam parte da linha Rebel, de câmeras digitais SLR, e da linha ELPH, de câmeras compactas de apontar e disparar.
Em 2009, Avril fez parte de um comercial da empresa alemã T-Mobile com o objetivo de divulgar uma linha de celulares 3G nomeada MyTouch. Nele, ela atuou juntamente com os músicos Brad Paisley e Wyclef Jean. Esse comercial apareceu no programa American Music Awards, exibido pela rede de televisão norte-americana ABC. A T-Mobile fez uma promoção com celulares de edição limitada da Fender, com canções pré-carregadas da cantora.
Em campanha de 2010 contra a acne, feita pela Proactiv, Avril emprestou seu rosto para gravar um comercial falando a respeito da doença. Ela assinou com a Guthy-Renker para interpretar um papel proeminente no lançamento da campanha. Lenny Lieberman, produtor do comercial, elogiou sua atuação.
Em 2011, a sede chinesa da Lotto fechou um acordo de cooperação com Avril para lançar no país uma coleção com peças de vestuário tanto masculinas como femininas.

### Produtos e marcas
Avril Lavigne's Make 5 Wishes é um mangá escrito por Joshua Dysart e desenhado por Camilla d’Errico, com a colaboração de Lavigne, a protagonista, como responsável pelo roteiro. O primeiro volume foi colocado à venda em 17 de abril de 2007 e o volume 2, em 3 de julho do mesmo ano.

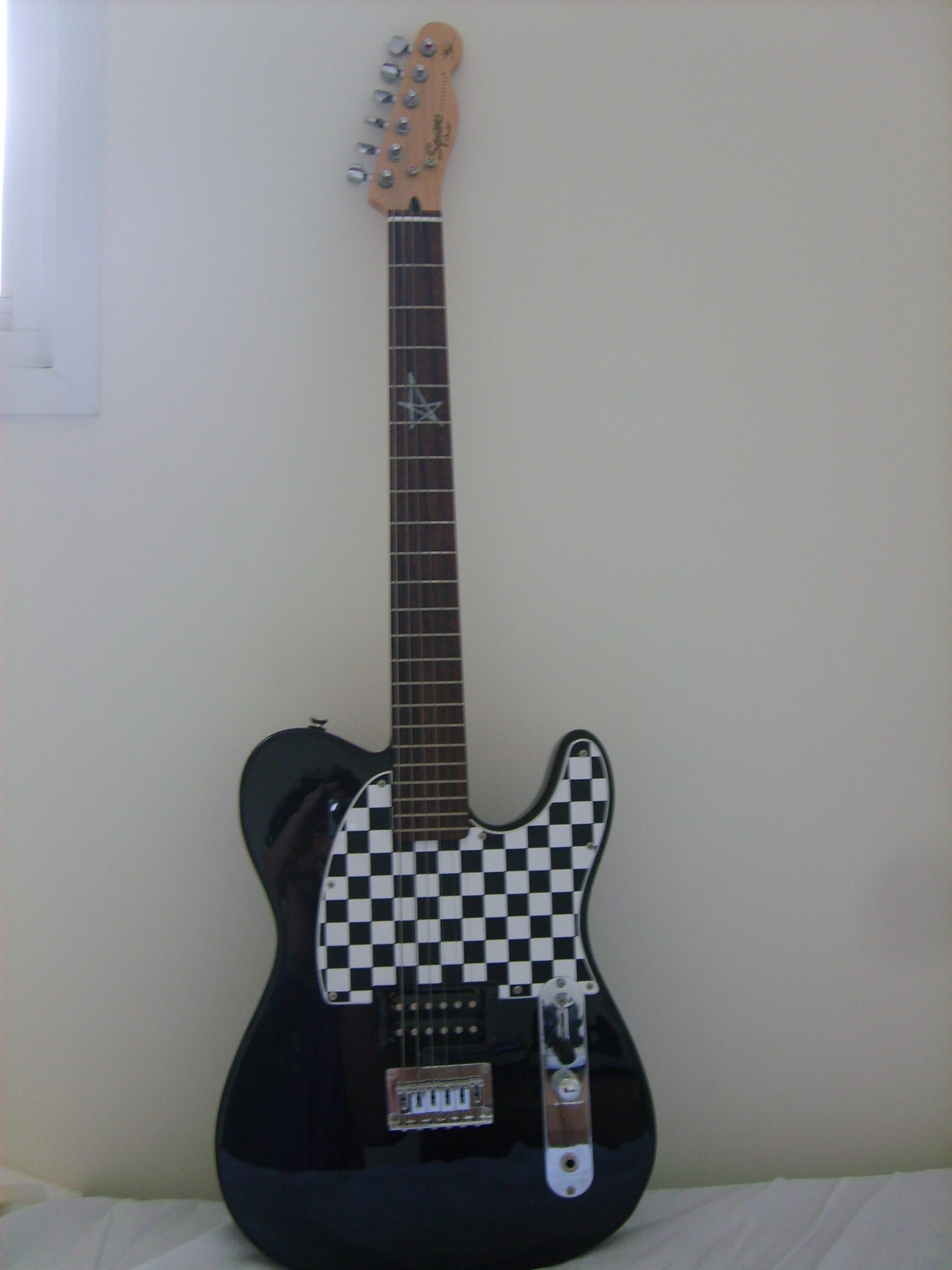
Guitarra Telecaster assinada por Avril

Em fevereiro de 2008, Avril lançou sua linha de guitarras, construídas pela Fender, sob a marca Squier. De modelo Telecaster, o instrumento tem como características um captador humbucker de bobina dupla, detalhes em cromo, uma chapa de junção de braço e marcações na lateral da braçadeira, além da assinatura da artista em sua ponta. A parceria voltou a se repetir mais duas vezes: em 2012, com um segundo modelo de guitarra Telecaster, quase todo preto e com uma caveira decorativa na braçadeira, e em 2014, com um violão de modelo Concert, todo em preto e com moldura do bocal circular retocada com desenho de estrelas, inscrição de um gráfico com uma caveira e ossos cruzados no 12.º traste, e a assinatura da cantora em sua paleta.
Lavigne também investiu na área da moda. Em julho de 2008, ela divulgou sua própria linha de roupas, Abbey Dawn, comercializadas, a princípio, pela rede de lojas Kohl's nos Estados Unidos. Em divulgação, a artista desfilou, em 14 de setembro de 2009, na passarela Metropolitan Pavilion, em Nova Iorque. Abbey Dawn tornou-se uma marca global em dezembro de 2010.
Avril também entrou para o setor de cosméticos, sendo Black Star sua primeira fragrância, criada sob licença da Procter & Gamble (P&G) e lançada em março de 2009. Depois mais duas fragrâncias foram lançadas novamente com a P&G: Forbidden Rose em 2010 e Wild Rose em 2011.

## Arte

### Musicalidade e composição
Embora descrita desde sua estreia como punk, Avril não incorporou muito desse estilo em Let Go e, segundo Alex Otriz do portal IGN, a única canção do álbum realmente voltada para o gênero é "Sk8er Boi". Let Go foi classificado como um disco de pop rock e rock alternativo influenciado levemente pelo grunge. Enquanto isso, a cantora foi comparada a outras artistas femininas de mesma sonoridade, principalmente Alanis Morissette. Em Under My Skin, elementos sonoros e líricos de seu antecessor foram mantidos, entretanto, segundo Joe D'Angelo da MTV, com "assuntos muito mais maduros do que os paixões adolescentes" em Let Go. Marcado por letras temperamentais e melancólicas, Under My Skin foi comparado a trabalhos de Linkin Park e Evanescence, em virtude de sua influência de nu metal. De acordo com a intérprete, trata-se de "um álbum mais sério", o que se revela inclusive pela faixa "Slipped Away", baseada na morte de seu avô. Em contraste, The Best Damn Thing não é tão autobiográfico e musicalmente abandonou o estilo alternativo e o pós-grunge em favor do pop punk. Nesse álbum, Lavigne manteve a temática raivosa sobre garotos, porém soa mais sarcástica e autoconfiante, com mensagens de autoempoderamento feminino. Em Goodbye Lullaby, a sonoridade foi mais "despojada" e acústica, contrária à produção elaborada em Avril Lavigne, no qual a sexualidade foi abordada de forma mais explícita, como em "Bad Girl", canção de temática sadomasoquista. Em Head Above Water, as letras, em sua maioria, são sobre o reconhecimento das fragilidades e superação. "Tell Me It's Over", uma de suas faixas, foi classificada como derivada do soul de estilo retrô, algo inédito nos trabalhos de Avril.

#### Criticismo
A capacidade de composição de Avril foi questionada por diversas vezes, como quando o trio The Matrix afirmou ter a autoria principal em "Complicated", "Sk8er Boi" e "I'm with You". No entanto a cantora negou isso, alegando ser a principal responsável pelos créditos de cada faixa no álbum. Mais tarde, a equipe estava sendo unicamente creditada em sucessos de outros artistas, como Hilary Duff e Liz Phair, o que fez novamente as habilidades de escrita de Lavigne serem postas em pauta pela mídia. À época, ela disse: "Componho desde criança. Toco violão desde criança. Escrevo canções completas desde os 14 anos; canções estruturadas. Sou compositora e não aceito pessoas tentando tirar isso de mim". Em 2007, Chantal Kreviazuk a criticou: "Avril realmente não escreve canções por conta própria ou qualquer outra coisa". Lavigne também negou isso e considerou tomar medidas legais contra Kreviazuk por "difamação" contra sua honra. Kreviazuk, depois, retratou-se chamando Avril de "uma compositora talentosa", e agradeceu por tido o privilégio de trabalhar com ela.

### Influências
Eu queria cantar e minha mãe viu isso em mim e tentou me fazer cantar onde quer que pudesse — então comecei a cantar sozinha pela primeira vez na igreja e depois me ramifiquei para feiras e tinha que cantar canções country. Então eu disse: 'Mãe, não gosto dessas canções!' Na verdade, não queria mais cantar música gospel ou country. Estava ficando embaraçoso. Eu estava envelhecendo e percebendo o que queria fazer.

Lavigne comentando sobre a transição de seu gosto musical
Por causa de sua criação familiar, Avril teve como suas primeiras influências musicais artistas de música country, dos quais ela muitas vezes realizou covers ao longo da infância. Quando era criança, não possuía nenhum disco em formato físico, salvo algumas fitas cassete dos Beach Boys e das Dixie Chicks. A restrição paternal era tão alta que, inclusive, sua mãe não a deixava cantar "Strawberry Wine", canção da cantora country Deana Carter, simplesmente por conter a palavra "vinho". Antes de atingir a adolescência, Lavigne nunca ouviu muita música contemporânea em geral e, nos momentos que o fazia, escutava principalmente bandas de rock tradicionais como Goo Goo Dolls e Matchbox Twenty. Além disso, ouvia a banda pop rock Hanson.
Como consequência, ela não teve muitos artistas em que se inspirar para a criação de Let Go, pois tivera uma vida protegida pelos pais. Não obstante, após o lançamento de seu primeiro álbum, conheceu mais da cena musical, vindo a apreciar o rock e punk rock principalmente de bandas com membros do sexo masculino, como Coldplay, Nirvana, Green Day e System of a Down. Outros grupos punk rock pelos quais já revelou apreço são Hole, Blink-182, The Distillers e Ramones.
Ainda assim, Avril manifestou admiração por mulheres musicistas e cantoras, a exemplo de Courtney Love e Janis Joplin. Alanis Morissette foi outra mulher citada como uma de suas grandes referências: "[Ela] é minha artista feminina favorita e Jagged Little Pill é meu disco favorito de todos os tempos". A longevidade de Madonna na indústria musical foi mencionada por Avril como uma inspiração. "Sem dúvida gostaria de ser como a Madonna. Ela conseguiu direcionar sua carreira, administrar seu negócio e, além disso, ela compõe canções muito boas". As cantoras de soul/R&B e/ou jazz Aretha Franklin, Billie Holiday, Ella Fitzgerald e Etta James, as quais descreveu como "rainhas atemporais", foram mencionados por Avril como referências musicais.
Canções de Marilyn Manson, The Cranberries, Chumbawamba e The Archies lhe serviram de inspiração. "I'm the Kinda" da cantora Peaches e "God Save the Queen" de Sex Pistols também são obras que ela revelou apreciar. Lavigne também já revelou apreço por artistas do skate punk, nomeadamente NOFX e Pennywise, além das bandas Oasis, de britpop, Third Eye Blind, de rock alternativo, e The Used, de pós-hardcore. A cantora citou a banda Radiohead em "Here's to Never Growing Up" e disse que "Creep" é uma das canções do grupo que ela mais gosta.

## Imagem pública
Ela tinha escovas de dentes derretidas nos pulsos. Não estava usando maquiagem. Não se importava em ser sensual. Ela certamente não era uma princesa do pop.

—Lauren Christy, do The Matrix, ao relembrar a primeira vez em que viu a cantora.
A partir do momento em que se tornou publicamente conhecida, Avril Lavigne começou a ser rotulada diversas vezes como uma "moleca malcriada" pela imprensa, em consequência de sua atitude rebelde e de "garota durona" na era Let Go em conjunto com suas vestimentas incomuns a artistas femininas adolescentes àquela época. Outro elemento que viabilizou a sua imagem midiática foi seu comportamento e natureza mal-humorada.
Nas suas primeiras entrevistas, a cantora comportava-se com certa indiferença e tinha uma postura malcriada. Não foram raras as vezes em que entreteve jornalistas com histórias sobre brigas nas quais se envolveu e expulsões de bares e boates por fazer bagunça demais. Ademais, Lavigne dispensou as sugestões para ter os dentes branqueados ou usar algo mais sensual do que sua roupa usual e uma gravata, principalmente porque não queria se parecer a Britney Spears, que usava sapatos de salto alto e calças apertadas, as quais julgava como desconfortáveis.
Em suas aparições públicas, encontrava-se vestida com calças folgadas, muitas vezes, ao estilo esqueitista, gravatas masculinas e usava seu cabelo alisado e partido ao meio. Também gostava de usar maquiagem escura, regatas brancas, cintos com caveiras prateadas na fivela, munhequeiras e pulseiras de plástico. Quanto aos calçados, dava preferência a tênis Converse All-Stars — sua então marca registrada — e botas-coturno.
"Fui rotulada como se eu fosse uma garota com raiva — como se fosse rebelde, como se fosse punk e não sou nada disso. Isso é tão engraçado, e sou muito tímida na verdade."
— Avril expressando os seus sentimentos sobre a sua imagem de "garota durona" ao Arizona Daily Sun.
Ao longo da carreira, ela mudou gradualmente seu estilo. Durante a promoção inicial de Under My Skin, apareceu com o cabelo mais loiro e com mechas pretas, assumindo um visual mais gótico e abandonando o de esqueitista. Nesse mesmo período, passou a usar com mais frequência blusas em vez de roupas volumosas. A mídia viu isso como um sinal de amadurecimento da cantora, que inclusive passou a usar saias de vez em quando. Durante a era The Best Damn Thing, fez alterações mais drásticas, usando o cabelo loiro com uma faixa rosa e vestindo roupas mais femininas, incluindo calças jeans justas, saltos altos e sapatilhas. "Quando comecei aos 17 anos, eu era uma garota. Então não usava sapato de salto alto e vestidos. Agora, que estou mais velha, posso usar uma calça mais apertada, como qualquer menina que se produz. Adoro bolsas e sapatos. Já não me visto mais como moleque. Acho que superei essa fase também", disse em novembro de 2007.
Em retrospectiva, Avril defendeu seu novo estilo, dizendo: "Eu realmente não me arrependo de nada. E agora estou crescida, eu sigo em frente". Também admitiu achar engraçada a forma como se vestia e se portava no começo da carreira. "Mudei o jeito de me vestir, o que é normal. Mas olho para trás e vejo todas as fotos e todas aquelas coisas estranhas que eu vestia. E era legal vestir calças de esqueitista e gravata naquela época".
O videoclipe acompanhante também foi de suma importância, pois firmou a cantora como um ícone da moda adolescente da época; seu estilo a fez o aposto da tendência cheia de apelo sexual que dominava a cena teen pop naquele momento, de modo que começou a ser nomeada de "anti-Britney" por público e mídia. Em março, ela foi capa da Rolling Stone sob o subtítulo A Assassina de Britney. A imagem de "anti-Britney" da cantora foi notavelmente abrandada após uma aparição em outubro de 2004 na capa da revista masculina Maxim, que a descreveu como "a garota mais sexy do rock" — anteriormente, ela dissera que não posaria para o periódico.

## Legado

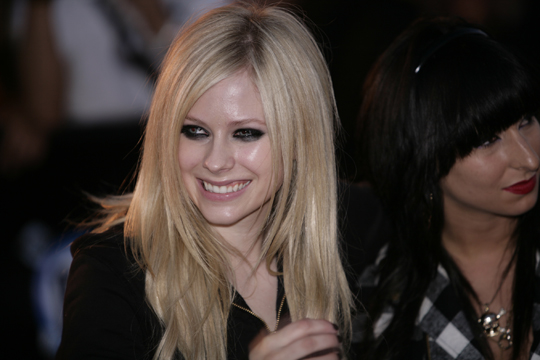
Avril na premiação do MMVA, no qual conquistou dois prêmios.

Em 2003, Avril ganhou um Prêmio Internacional de Realização pela música "Complicated" no Prémio SOCAN em Toronto.
Avril recebeu oito indicações ao Grammy Awards em dois anos, incluindo como Melhor Artista Revelação. Ela também recebeu três indicações para o American Music Awards, uma indicação o Brit Awards e um MTV Video Music Awards. Ela recebeu um total de 221 prêmios e 301 indicações.
Em 2009, a Billboard nomeou Avril a artista pop número 10 na sua lista de "Melhor artistas dos anos 2000". Ela foi listada como o 28º melhor artista geral da década, com base no desempenho de seus álbuns nas paradas dos EUA.
Avril Lavigne é considerada um destaque na cena pop punk e na cena pop rock alternativa, uma vez que ajudou a abrir caminho para o sucesso da música pop influenciada pelo punk, feita por mulheres, como Skye Sweetnam, Fefe Dobson, Lillix, Kelly Osbourne, Krystal Meyers, Tonight Alive, Hey Monday, entre outras, como resultado direto. Ela foi comparada a outras cantoras alternativas da década de 1990, como Alanis Morissette, Liz Phair e Courtney Love e ganhou uma reputação como a maior representante feminina da música pop punk e também como uma das cantoras que melhor representaram o rock nos anos 2000. Lavigne também foi vista como um ícone de moda por seu estilo skatista punk e rockeira. Músicas como Sk8er Boi, He Wasn't e Girlfriend são frequentemente listadas como uma das melhores músicas pop-punk de todos os tempos, por diferentes críticos.
Avril detém um Guinness World Records como sendo a artista feminina solo mais jovem, a liderar a principal parada de álbuns no Reino Unido, em 11 de janeiro de 2003 aos 18 anos e 106 dias. O álbum Let Go chegou ao número um na sua 18ª semana. Ela também foi a primeira a chegar a 100 milhões de visualizações no YouTube, com o videoclipe de Girlfriend de 2007. Lavigne foi a primeira artista ocidental a fazer uma turnê completa na China, com The Black Star Tour em 2008; E é considerada a maior artista ocidental na Ásia, especialmente no Japão, onde seus três primeiros álbuns venderam mais de 1 milhão de cópias, sendo a única artista feminina ocidental desde 2000 a alcançar tal feito. Avril Lavigne é a única artista a se apresentar em três diferentes eventos multi-esporte, como duas cerimônias de encerramento dos Jogos Olímpicos de Inverno (Turim 2006 e Vancouver 2010) e na cerimônia de abertura do Special Olympics World Summer Games de 2015.

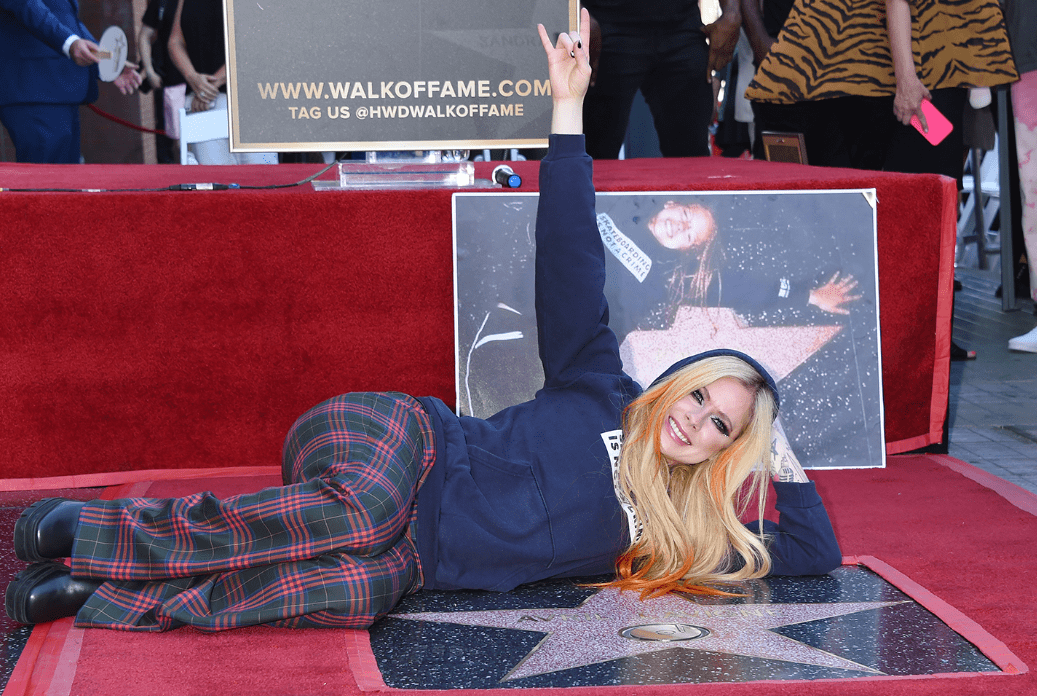
Lavigne comemora sua estrela na calçada da fama, em Hollywood recriando foto de 2001, ao fundo, em sua primeira viagem à Los Angeles, com apenas 16 anos

Em 31 de agosto de 2022, após 20 anos de carreira, foi homenageada recebendo sua estrela na Calçada da Fama em Hollywood. O evento contou com a presença de amigos da cantora, tornando Avril a artista de número 2.731 a receber a honraria.

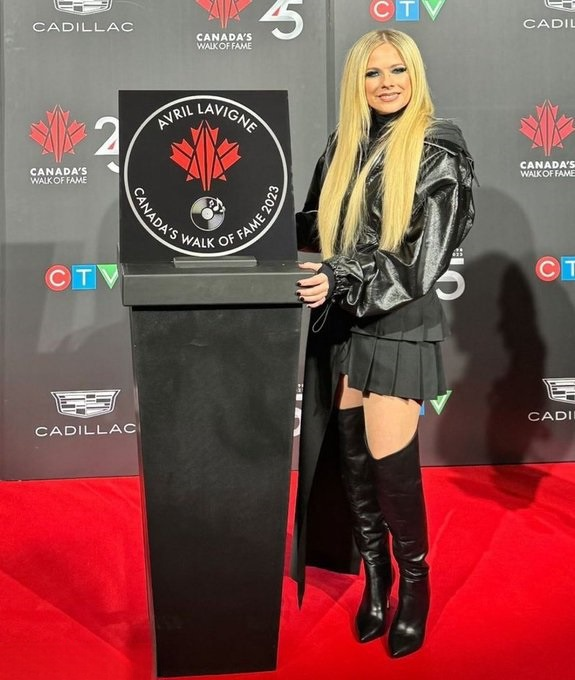
Lavigne é homenageada com estrela na calçada da fama do Canadá.

No ano seguinte, em 2 de dezembro de 2023, na festa de gala em comemoração aos 25 anos da Calçada da Fama do Canadá, Avril Lavigne foi incluída na lista de canadenses a terem seu nome na calçada. Embora o evento não tenha sido amplamente divulgado pela mídia, continua sendo uma conquista importante para a carreira de Lavigne.
O trabalho da cantora influenciou artistas do pop rock, pop punk e pop e de outros gêneros, como Aly & AJ, Busted, Hilary Duff, Rob Halford (Judas Priest), Charlotte Sometimes, Ed Sheeran, Miley Cyrus, Vanessa Hudgens, Jessie J, Jonas Brothers, Brie Larson, Danielle McKee, Lesley Roy, Selena Gomez, Ashley Tisdale, Ariana Grande, Paramore, Amy Studt, Meghan Trainor, Miranda Cosgrove, Tonight Alive, Hey Monday, Kelly Osbourne, Liz Phair, Amanda Palmer, Misono, YUI, Demi Lovato, PVRIS, entre outros.

## Vida pessoal

### Relacionamentos
Avril Lavigne e Deryck Whibley, vocalista do Sum 41, começaram a namorar em 2004, noivaram em 2005 e casaram-se em 15 de junho de 2006; ela aos 21 e ele aos 26 anos de idade. Na cerimônia, realizada numa propriedade particular em Montecito, Califórnia, estavam presentes cerca de 110 convidados. Lavigne usou um vestido diferente dos tradicionais, composto por uma gola e tecido longo. Em sequência, eles venderam suas casas em Toronto e mudaram-se para uma mansão em Bel Air, avaliada em 9,5 milhões de dólares. No início de outubro de 2008, iniciaram-se rumores acerca de que a cantora estaria separada, depois de dois anos de casamento, porém a separação não foi confirmada, e Avril negou os boatos. Eles separam-se em 17 de setembro de 2009, mas apenas em 9 de outubro a separação foi oficializada pela justiça, a partir da justificativa dada pela cantora de "diferenças irreconciliáveis", acompanhada por um pedido de que não fosse concedida pensão ao ex-marido, que, após pedido feito por Avril, deixou a casa deles em Bel Air. Na sequência, Avril começou um namoro com o modelo Brody Jenner, com quem ficou entre 2010 e 2012.
Em julho de 2012, Avril começou a namorar Chad Kroeger, vocalista do Nickelback. Curiosamente, eles já haviam visto um ao outro num bar anos antes, quando ela ainda estava com Whibley. A relação estreitou-se quando eles reuniram-se para trabalhar no material do quinto álbum de estúdio de Avril em fevereiro de 2012. Depois de seis meses de namoro, Lavigne anunciou seu noivado com Kroeger, em agosto. A cerimônia de casamento ocorreu em 1 de julho de 2013, na França. O casal separou-se em 2 de setembro de 2015, por meio de um anúncio na conta do Instagram da artista.
Lavigne teve um relacionamento com o bilionário Phillip Sarofim entre 2018 e 2019. Foi noticiado pela revista People que ela estaria envolvida com o músico Pete Jonas em 2020. Por volta de março de 2021, começou a namorar o cantor Mod Sun. Ela anunciou oficialmente o relacionamento nas redes sociais em abril de 2022, que durou até fevereiro de 2023.

### Fortuna
Avril Lavigne tem uma fortuna total estimada entre 45 e 50 milhões de dólares. Segundo a Forbes, ela detinha de uma renda de aproximadamente 12 milhões de dólares. Em 2008, Avril resolveu colocar à venda suas mansões localizadas em Los Angeles e, segundo a mesma revista, isso se deu por causa de uma crise financeira. Uma das residências ficava em Beverly Hills e foi ofertada em fevereiro de 2007 por 6,9 milhões de dólares e vendida por 5,8 milhões um ano depois. No mesmo ano, ela arrecadou mais de 13 milhões de dólares e retornou à de artistas mais ricas do mundo, ficando em 13.º lugar. Enquanto esteve casada com Whibley, ela tinha uma fortuna de 18 milhões de dólares somada a do marido, fazendo-os serem o 14.º casal mais rico em 2008.

### Tatuagens

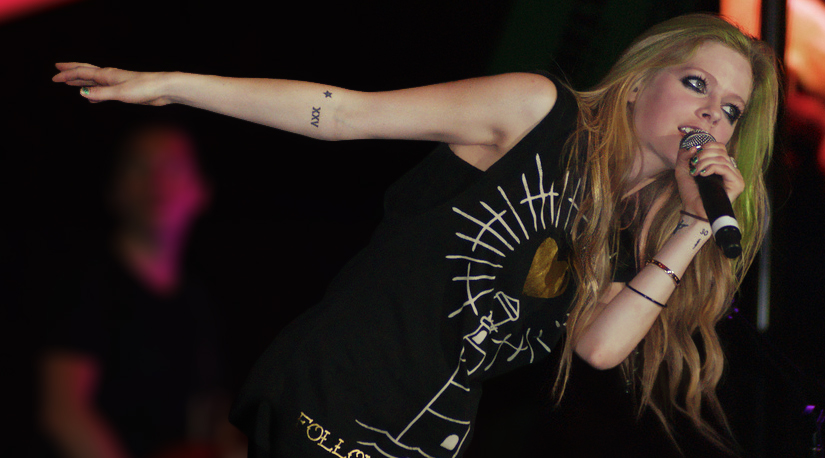
Avril tem uma tatuagem em seu braço direito.

Apenas algumas das tatuagens da cantora são relacionadas a ela; as demais são compartilhadas com amigos. Lavigne tinha uma estrela tatuada no interior de seu pulso esquerdo, que fazia referência a um rabisco presente no encarte de seu primeiro álbum de estúdio. Esta foi feita juntamente com Ben Moody em 2004. No final do mesmo ano, ela gravou um pequeno coração rosa em torno da letra D aplicado ao seu pulso direito, o que representava Deryck Whibley. Os dois fizeram mais uma tatuagem em março de 2010, em comemoração do seu aniversário de 30 anos de Deryck. Em abril, ela acrescentou outras figuras em seu pulso: um relâmpago e o número 30. Em maio, tanto ela quanto Jenner fizeram tatuagens com a palavra "fuck" em suas costelas. Em julho, ela apareceu com o nome de Brody tatuado nas costelas. Além dessas, possui uma estrela no seu antebraço esquerdo, onde também tem "Abbey Dawn" e "XXV".

## Filantropia

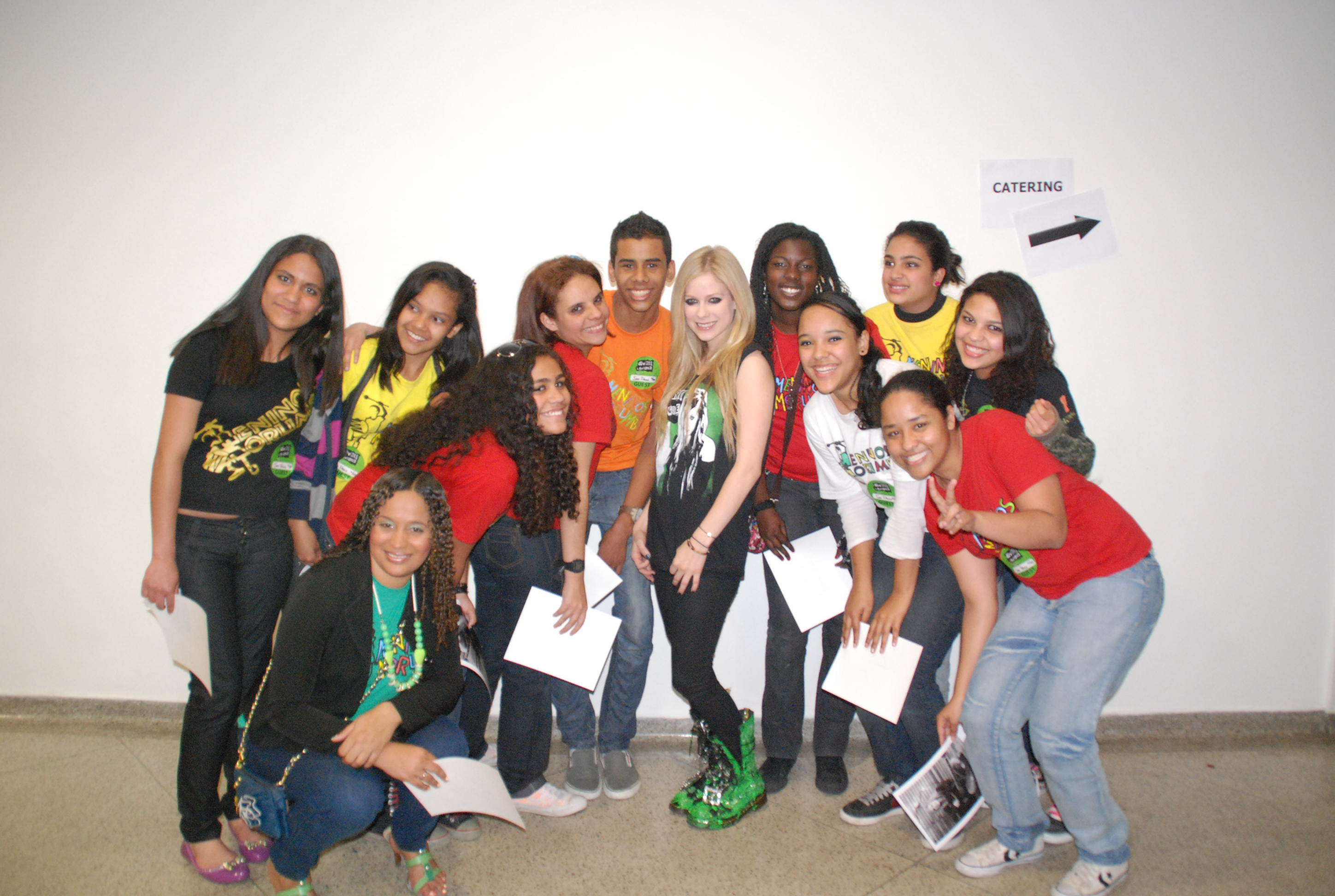
Avril Lavigne na ONG Meninos do Morumbi, em São Paulo

Em abril de 2003, Avril regravou "Knockin' on Heaven's Door" de Bob Dylan para a compilação Peace Songs, cujos lucros foram revertidos à fundação War Child. Todo o dinheiro arrecadado foi doado para crianças vítimas da guerra no Iraque em 2003. Em junho do mesmo ano, apresentou-se num evento beneficente com lucros voltados para SARS em Toronto.
Em setembro de 2004, ela compareceu ao evento de caridade Fashion Rocks, onde cantou "Iris" de Goo Goo Dolls com o vocalista da banda, Johnny Rzeznik,
Em 2007, regravou a canção "Imagine" de John Lennon para uma compilação de caridade, lançada em junho como parte de uma campanha feita pela ONG Amnesty International com o objetivo de ajudar Darfur, no Sudão.
Em março de 2010, em companhia de uma série de artistas canadenses, interpretou o single de caridade "Wavin' Flag", original do rapper K'naan.
Em abril de 2015, "Fly", uma sobra das sessões de Avril Lavigne, foi digitalmente lançada, e seus lucros serviram de apoio aos Jogos Mundiais de Verão das Olimpíadas Especiais de 2015. Avril cantou a faixa na cerimônia de abertura do evento, ocorrida em Los Angeles em 25 de julho.
A artista esteve presente em Vancouver em 29 de janeiro de 2005, onde ocorreu um concerto com o fim de arrecadar recursos para ajudar as vítimas do tsunami que atingiu o sul da Ásia em 2004. O valor arrecado foi repassado às instituições War Child, Oxfam, CARE Canada e Médicos sem Fronteiras. Em 28 de novembro de 2007, ela foi uma das artistas a se apresentar no concerto especial Unite Against Aids, no Bell Center em Montreal, Quebec, realizado como parte da campanha da Unicef em combate a AIDS em crianças e adolescentes. A cantora foi um dos músicos que se apresentou em hospitais em parceira com a ONG Musicians On Call, que tem como finalidade dar apoio emocional a pacientes através de shows acústicos nos leitos.
Lavigne doou um par de sapatos para a Clothes Off Our Back, uma organização que beneficia instituições de caridade através de leilões de bens utilizados por celebridades. Também permitiu o uso de sua canção "When You're Gone" para o álbum da campanha de caridade Imagine There's No Hunger, que arrecadou dinheiro na luta contra a fome e miséria no mundo, em outubro de 2008. Em sua passagem pela China com a The Best Damn Thing Tour, aproveitou os shows que fez para arrecadar dinheiro contra a miséria e para ajudar crianças com deficiência motora. A cantora também visitou a cidade de Sichuan, onde entregou presentes para crianças que sofreram danos causados pelo sismo em Sichuan em 2008. Ademais, envolveu-se no projeto Race to Erase MS, da Fundação Nancy Davis, em prol do tratamento e cura da esclerose múltipla. O evento aconteceu em 17 de maio de 2010 no Hyatt Regency Century Plaza, em Los Angeles, com participações de artistas para arrecadação de fundos.
Após o terremoto no Haiti em 2010, Avril e outros cantores canadenses regravaram a canção "Wavin' Flag", revertendo todo o seu faturamento em prol das vítimas no país. A sua canção "Nobody’s Home" foi concedida para uma coletânea chamada Aid Still Required (2010), com o objetivo de arrecadar recursos para a reconstrução e reestruturação da região no Oceano Índico atingida por um tsunami de dezembro de 2004. Em dezembro de 2010, ela participou da edição mexicana do Teleton, com mais de 10 mil pessoas presentes, no Auditório Nacional, onde interpretou as canções "Complicated" e "Girlfriend".
Em 15 de setembro, a cantora inaugurou a The Avril Lavigne Foundation, que tem a intenção de ajudar as crianças e jovens que sofrem de qualquer tipo de deficiência e doenças graves. A ideia de criar a fundação veio de ver as experiências de vida dos seus fãs que sofrem de deficiências ou doenças graves. O projeto tem parceria com outras instituições, como Easter Seals, Make-A-Wish Foundation e Fundação Nancy Davis.

## Discografia
No total, as suas vendas discográficas são avaliadas em mais de 40 milhões de discos distribuídos por todo o globo, o que a converte na quarta artista feminina canadense mais bem-sucedida, atrás apenas de Celine Dion, Shania Twain e Alanis Morissette. No Brasil, as vendas totais da artista ultrapassavam 500 mil exemplares físicos até julho de 2004. Por esse número, tornou-se um dos recordistas de vendas de discos em território brasileiro. As vendas de suas faixas ultrapassam 50 milhões de unidades em todo o globo.
- Let Go  (2002)
- Under My Skin (2004)
- The Best Damn Thing (2007)
- Goodbye Lullaby (2011)
- Avril Lavigne (2013)
- Head Above Water (2019)
- Love Sux (2022)

## Banda de apoio
Formação atual
- Steve Ferlazzo: teclados, vocais de apoio (2007–presente)
- Rodney Howard: bateria, percussão (2007–presente [de licença])
- Dan Ellis: guitarra, vocais de apoio (2013–presente)
- David Immerman: guitarra rítmica, vocais de apoio (2013–presente)
- Matt Reilly: baixo, vocais de apoio (2019–presente)
- Chris Reeve: bateria, percussão (2019 [substituto para Rodney])

Ex-membros
- Matt Brann: bateria, percussão (2002–2007)
- Jesse Colburn: guitarra rítmica (2002–2004)
- Mark Spicoluk: baixo, vocais de apoio (2002)
- Evan Taubenfeld: guitarra, vocais de apoio (2002–2004)
- Charles Moniz: baixo (2002–2007)
- Devin Bronson: guitarra, vocais de apoio (2004–2008)
- Craig Wood: guitarra rítmica, vocais de apoio (2004–2007)
- Jim McGorman: guitarra rítmica, vocais de apoio (2007–2013)
- Al Berry: baixo, vocais de apoio (2007–2019)
- Steve Fekete: guitarra, vocais de apoio (2008–2013)